# 中島台レクリエーションの森

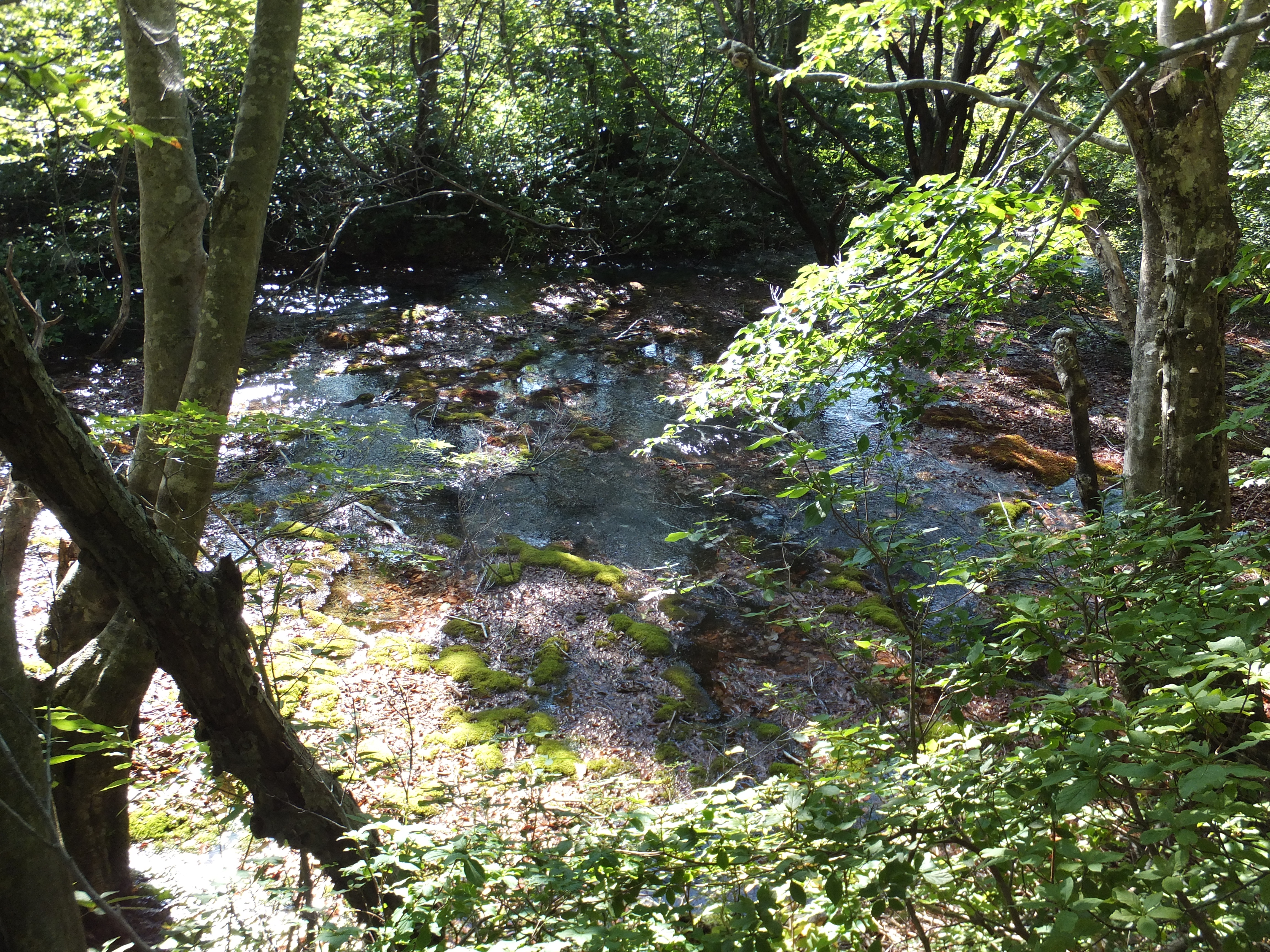
獅子ヶ鼻湿原

中島台レクリエーションの森（なかじまだいレクリエーションのもり）は、秋田県にかほ市象潟町の鳥海山北西山麓にある森。

## 概要
広がるブナの原生林の一帯は、大自然の博物館で、あがりこと呼ばれる奇形化したブナの林には、樹齢約300年、幹まわり7.62mという日本一の太さのブナもある。国の天然記念物に指定されている獅子ヶ鼻湿原や、ここでしか見られないコケの混生「鳥海マリモ」などを見ることができる。

## 設備
整備の行き届いた木道でめぐる散策コース、キャンプ場（300名）、広場、紅葉、遊歩道1周約5km、一部林道。

## 所在地
- 〒018-0413　 秋田県にかほ市象潟町字中島台[2]

## アクセス
- 羽越本線上浜駅から車で40分